# John Rhodes
John Rhodes (n. 18 august 1927) a fost un pilot englez de Formula 1 care a evoluat în Campionatul Mondial în sezonul 1965.